# Генрі Едвард Шортт
Генрі Едвард Шортт (англ. Henry Edward Shortt; 15 квітня 1887, Дгарівал, Індія — 9 листопада 1987, Велика Британія) — британський паразитолог.

## Біографія
Вищу освіту здобув у Шотландії, в Абердинському університеті, де у 1910 році кваліфікувався як доктор медицини.
У липні 1910 року він був призначений до Індійської медичної служби, де він став капітаном у 1913 році, майором — у 1922 році та підполковником у 1930 році. Після короткого перебування в Англії він повернувся до Індії та отримав звання полковника у 1941 році. Після закінчення Другої світової війни він знову повернувся до Англії.
За час перебування в Індії він був членом, а пізніше директором Комісії з вивчення кала-азару з 1926 по 1933 рік та директором Інституту превентивної медицини і досліджень у місті Гунді (Ченнаї) з 1934 по 1938 рік. Його нагороджено орденом Індійської імперії у 1941 році. Після виходу на пенсію був призначений професором медичної протозоології Лондонського університету.
Разом з Сірілом Гарнемом у 1948 році він виявив тканинну стадію (шизонти) паразитів малярії у біоптаті печінці ссавців.
У 1949 році його обрано президентом на два роки Королівського товариства тропічної медицини та гігієни, а в 1950 році — членом Лондонського королівського товариства.
Його син Вільям став армійським офіцером.

## Нагороди
- 1941 року нагороджений орденом Індійської імперії.
- 1959 року нагороджений Британським Королівським товариством тропічної медицини та гігієни медаллю Менсона.